# Valduce
Il Valduce  è un torrente della provincia di Como.

## Idrografia
Le sue sorgenti si trovano in prossimità dell'abitato di Brunate dal quale scende scavando l'omonima valle. All'ingresso del territorio comunale di Como il corso è stato deviato e poi interrato dal civico 2 di via per Brunate; la canalizzazione l'ha reso innaturalmente ortogonale, seguendo la sede stradale creatasi di conseguenza (l'attuale via Gorizia). Sfocia nel Lario nei pressi di Piazzale Matteotti in prossimità della stazione di Como Lago delle Ferrovie Nord.
La sua portata è alquanto limitata.

## Storia
La prima deviazione del torrente è presumibilmente avvenuta in epoca tardo-romana o medievale, tanto che, nella sua esondazione del 1610 il corso già fluiva nel tracciato artificiale. La mancanza di fonti non ci permette di conoscere quale fosse il suo alveo naturale, ma è corretto supporre che, finita la discesa, tagliasse direttamente verso il Lario.
La più antica attestazione di uno straripamento del Valduce risale al 1417.
L'ospedale Valduce del capoluogo trae il suo nome dal torrente, che scorre in tombinatura davanti alla struttura.